# Коленько Прокопій Ємельянович
Прокопій Ємельянович Коленько (також у деяких джерелах Колінько; 3 (15) червня 1898 — квітень 1978) — радянський діяч сільського господарства. Учасник Німецько-радянської війни, пізніше працював бригадиром рільничої бригади бурякорадгоспу «Федорівський» у Великобурлуцькому районі Харківської області. Герой Соціалістичної Праці.

## Життєпис
Прокопій Коленько народився 3 (15) червня 1898 року у селі Землянки Вовчанського повіту, пізніше село входило до складу Вільхуватського та Великобурлуцького районів. За національністю українець. Здобув трьохкласну освіту. Трудову діяльність почав у 1924 році, працював на 1-му цукровому комбінаті імені Петровського у селі Білий Колодязь Вовчанського району.
13 червня 1942 році був призваний до лав Червоної армії Казанським РВК після звільнення з Виправно-трудової колонії № 2.
З липня 1942 року до грудня 1943 року воював на Північно-Західному фронті, був поранений 28 липня 1942 року. З травня до вересня 1943 року воював на Ленінградському фронті, а з січня 1945 року на 1-му Українському фронті. Служив телефоністом у 194-й важкій гаубичний артилерійській бригаді. Відмітився під час вуличних боїв у місті Бреслау. Протягом доби він підтримував зв'язок між частинами бригади та ліквідував не менше дванадцяти обривів телефонної лінії. Завдяки чому було знищено двадцять п'ять кулеметних гнізд та до сорока ворожих солдатів.
Демобілізувався у 1945 році, з 1947 року працював бригадиром рільничої бригади бурякорадгоспу «Федорівський», головна садиба якого знаходилася у селищі Федорівка. Під його керівництвом, бригада застосовувала передові методи агрохімії, широко використовувалися мінеральні та органічні добрива. Завдяки цьому, бригада зібрала 32,03 центнера озимої пшениці з гектара на загальній площі у тридцять чотири гектари.
За «отримання високих урожаїв пшениці, жита та цукрового буряка при виконанні радгоспами плану здачі державі сільськогосподарських продуктів у 1947 році та забезпечення насінням зернових культур для весняної сівби 1948 року», Президія Верховної ради СРСР указом від 30 квітня 1948 року надала Прокопію Коленько звання Героя Соціалістичної Праці з врученням ордена Леніна та медалі «Серп і Молот». Окрім бригадира, звання героя отримали ще дев'ять робітників бурякорадгоспу, це був директор радгоспу Федір Фельберт, старший механік Трохим Скринник та ланкові: Марія Лоткова, Олександра Січкарьова, Марія Чернецька, Катерина Шибанова та Євдокія Шевченко.
У 1948 році став членом ВКП(б). Прокопій Коленько продовжував працювати у бурякорадгоспі після виходу на пенсію. Помер у квітні 1978 року і похований у селі Федорівка.

## Нагороди
- Герой Соціалістичної Праці (30.04.1948)[6]
- орден Леніна (30.04.1948)[6]
- медаль «Серп і Молот» (30.04.1948)[6]
- медаль «За відвагу»[4]
- медаль «За бойові заслуги» (02.03.1945)[8]
- медаль «За визволення Праги» (22.06.1945)[9]
- медаль «За взяття Берліна» (22.06.1945)[10]

### Коментар
1. ↑  За іншими джерелами Лобанова Марія Федотівна.